# 4.º governo republicano (Portugal)
O 4.º governo da Primeira República Portuguesa, chefiado pelo presidente do Ministério Duarte Leite, foi o Governo de Portugal nomeado a 16 de junho de 1912 (tendo nesse dia tomado posse, se bem que o decreto de nomeação só tenha sido publicado em Diário do Governo no dia seguinte) e exonerado e terminado o seu mandato a 9 de janeiro de 1913 (tendo o decreto de exoneração sido publicado apenas no dia seguinte). Por um curto período (23 de setembro a 30 de setembro/1 de outubro de 1912), Duarte Leite foi substituído interinamente pelo ministro dos Negócios Estrangeiros Augusto de Vasconcelos na presidência do Ministério.
A sua constituição era a seguinte:
| Cargo                              | Detentor | Detentor                                               | Período (Data de nomeação/tomada de posse–Data de exoneração/fim do mandato) |
| ---------------------------------- | -------- | ------------------------------------------------------ | ---------------------------------------------------------------------------- |
| Presidente do Ministério           |          | Duarte Leite (1864–1950)                               | 16 de junho de 1912 a 9 de janeiro de 1913                                   |
| Presidente do Ministério           |          | Augusto de Vasconcelos (interino) (1867–1951)          | 23 de setembro de 1912 a 30 de setembro de 1912                              |
| Ministro do Interior               |          | Duarte Leite (1864–1950)                               | 16 de junho de 1912 a 9 de janeiro de 1913                                   |
| Ministro do Interior               |          | Augusto de Vasconcelos (interino) (1867–1951)          | 23 de setembro de 1912 a 30 de setembro de 1912                              |
| Ministro da Justiça                |          | Francisco Correia de Lemos (1852–1914)                 | 16 de junho de 1912 a 9 de janeiro de 1913                                   |
| Ministro das Finanças              |          | António Vicente Ferreira (1874–1953)                   | 16 de junho de 1912 a 9 de janeiro de 1913                                   |
| Ministro das Finanças              |          | Francisco Fernandes Costa (interino) (1867–1925)       | 31 de agosto de 1912 a 26 de setembro de 1912                                |
| Ministro da Guerra                 |          | António Xavier Correia Barreto (1853–1939)             | 16 de junho de 1912 a 9 de janeiro de 1913                                   |
| Ministro da Marinha                |          | Francisco Fernandes Costa (1867–1925)                  | 16 de junho de 1912 a 9 de janeiro de 1913                                   |
| Ministro dos Negócios Estrangeiros |          | Augusto de Vasconcelos (1867–1951)                     | 16 de junho de 1912 a 9 de janeiro de 1913                                   |
| Ministro dos Negócios Estrangeiros |          | António Vicente Ferreira (interino) (1874–1953)        | 23 de outubro de 1912 a 6 de novembro de 1912                                |
| Ministro do Fomento                |          | Aurélio da Costa Ferreira (1879–1922)                  | 16 de junho de 1912 a 9 de janeiro de 1913                                   |
| Ministro do Fomento                |          | Joaquim Cerveira de Albuquerque (interino) (1853–1925) | 9 de outubro de 1912 a 6 de novembro de 1912                                 |
| Ministro do Fomento                |          | Francisco Fernandes Costa (interino) (1867–1925)       | 27 de novembro de 1912 a 9 de janeiro de 1913                                |
| Ministro das Colónias              |          | Joaquim Cerveira de Albuquerque (1853–1925)            | 16 de junho de 1912 a 9 de janeiro de 1913                                   |